# Mesembryanthemum fastigiatum
Mesembryanthemum fastigiatum är en isörtsväxtart som beskrevs av Carl Peter Thunberg. Mesembryanthemum fastigiatum ingår i Isörtssläktet som ingår i familjen isörtsväxter. Inga underarter finns listade i Catalogue of Life.